# مرتبه پیوند
مرتبه پیوند (به انگلیسی: Bond Order) شمار پیوند شیمیایی بین دو اتم است و نشانگر میزان پایداری یک پیوند است.
به عنوان مثال مرتبه پیوند در نیتروژن دواتمی N≡N برابر ۳، و در اتیلن H−C≡C−H بین دو کربن برابر ۳ و بین کربن هیدروژن برابر ۱ است. رتبه پیوند لزوماً عدد صحیح نیست و مثلا در بنزن، برابر ۱٫۵ است.
در تئوری اوربیتال مولکولی، مرتبه پیوند برابر است با شمار الکترون پیوندی منهای شمار الکترون ناپیوندی بخش بر ۲:
{\displaystyle {\text{B.O.}}={\frac {{\text{number of bonding electrons}}-{\text{number of antibonding electrons}}}{2}}\ }